# 鼠川
鼠川（ねずみがわ）は、長野県駒ヶ根市を流れる川で、一級水系・天竜川水系の一級河川。

## 地理
駒ヶ根市中山361（左岸）および362（右岸）番地先を上流端とし、東へと流れ、天竜川に合流する。長さ8.175キロメートル、流域面積は6.8平方キロメートルである。

## 川名の由来
地名研究家・松崎岩夫は、鼠川の河川名の由来について、かつて鼠川上流に狼煙の見張り台（昼夜寝ずに監視を行うことから「不寝見」、「ねずみ」と読む）が置かれていたことによるものとする説を唱えている（自著『伊那地方の地名』）。

## 水質・生態系
2002年（平成14年）7月27日に地元の市民団体「ねずみ川愛護会」が小町屋公民館北・足垣外橋の2地点において調査したところ、カワゲラやヒラタカゲロウといった、きれいな水に棲む生物が多く見られた。

## 防災・治水
鼠川における河川改修事業は1963年（昭和38年）度に着工、2.326キロメートルの区間が改修済みとなっている。
駒ヶ根市が作成したハザードマップによると、川沿いに河川浸水想定区域が存在するほか、中央自動車道より上流域が土砂災害警戒区域（土石流）に、天竜川合流点付近が同（急傾斜地）の指定を受けている。有事の際は川沿いの公民館や学校の体育館が避難所となる。

## 水力発電

### 駒ヶ根高原水力発電所
駒ヶ根市赤穂7-884、駒ヶ根高原・古城公園付近に立地する水力発電所（マイクロ水力発電）。上流の取水堰から最大0.14立方メートル毎秒の水を取り入れ、高密度ポリエチレン製による埋設の水圧管路（一部斜面ではステンレス製ワイヤー吊り下げ支持）を通じて半地下式の発電所建屋まで導き、横軸ペルトン水車と三相誘導発電機によって最大158キロワットの電力を発生、電圧6.6キロボルトで送電する。年間発生電力量として100万キロワット時を見込む。
2012年（平成24年）の固定価格買い取り制度 (FIT) 制定を受け、駒ヶ根市は2014年（平成26年）に策定した第4次総合計画の中で、木曽山脈（中央アルプス）山麓において環境に配慮した水力発電の開発を推進する方針を示した。地元の民間企業である株式会社ヤマウラはこれに呼応し、2013年（平成25年）4月に流況調査を開始。地元説明・環境アセスメント等を経て、2017年（平成29年）10月に建設工事着手。2018年（平成30年）10月に運用を開始した。

## 橋
上流より主なものを記載（参考）。
- （中央自動車道） - 飯田橋 - 番田橋 - 塩木橋 - 上穂大橋 - 下の坊橋 - 勇進橋 - 赤穂橋（国道153号） - JR飯田線 - 足垣外橋 - 新足垣外橋（国道153号・伊南バイパス）[13]

## 流域の施設・名所
上流より主なものを記載（参考）。
- 駒ヶ根高原（古城公園、駒ヶ根高原水力発電所、駒ヶ根高原別荘地、駒ヶ根高原家族旅行村アルプスの丘）
- 駒ヶ根市立赤穂小学校
- 駒ヶ根市立赤穂中学校
- 小町屋公民館
- 小町屋駅
- 長野県赤穂高等学校
- 美須津保育園